# Маријета Хот Спрингс (Калифорнија)
Маријета Хот Спрингс (енгл. Murrieta Hot Springs) град је у америчкој савезној држави Калифорнија.

## Демографија
По попису из 2000. године број становника је 2.948.
| Група             | 2000.         | 2010.    |
| Белци             | 2.561 (86,9%) | 0 (0,0%) |
| Афроамериканци    | 46 (1,6%)     | 0 (0,0%) |
| Азијати           | 57 (1,9%)     | 0 (0,0%) |
| Хиспаноамериканци | 239 (8,1%)    | 0 (0,0%) |
| Укупно            | 2.948         | 0        |